# Menneskets ensomme stemme
Menneskets ensomme stemme (russisk: Одинокий голос человека) er en sovjetisk spillefilm fra 1978 af Aleksandr Sokurov.

## Medvirkende
- Andrej Gradov som Nikita
- Tatjana Gorjatjeva som Ljuba
- Vladimir Degtjarev
- Nikolaj Kotjegarov
- Sergej Sjukajlo